# Comté de Little River
Pour les articles homonymes, voir Little River.
Le comté de Little River est un comté de l'État de l'Arkansas aux États-Unis. Son siège est Ashdown.

## Géographie

### Comtés adjacents
- Comté de Sevier (Nord)
- Comté de Howard (Nord-Est)
- Comté de Hempstead (Est)
- Comté de Miller (Sud-Est)
- Comté de Bowie, Texas (Sud)
- Comté de McCurtain, Oklahoma (Ouest)

## Population et société

### Démographie
Au recensement de 2010, il comptait 13 171 habitants.
| Groupe          | Comté de Little River | Arkansas | États-Unis |
| --------------- | --------------------- | -------- | ---------- |
| Blancs          | 75,5                  | 77,0     | 72,4       |
| Afro-Américains | 19,1                  | 15,4     | 12,6       |
| Asiatiques      | 2,7                   | 1,2      | 4,8        |
| Métis           | 2,0                   | 2,0      | 2,9        |
| Amérindiens     | 1,5                   | 0,8      | 0,9        |
| Autres          | 0,3                   | 3,6      | 6,4        |
| Total           | 100,0                 | 100,0    | 100,0      |
| Hispaniques     | 2,7                   | 6,4      | 16,7       |

| 1870  | 1880  | 1890  | 1900   | 1910   | 1920   | 1930   | 1940   |
| ----- | ----- | ----- | ------ | ------ | ------ | ------ | ------ |
| 3 236 | 6 404 | 8 903 | 13 731 | 13 597 | 16 301 | 15 515 | 15 932 |

| 1950   | 1960  | 1970   | 1980   | 1990   | 2000   | 2010   | - |
| ------ | ----- | ------ | ------ | ------ | ------ | ------ | - |
| 11 690 | 9 211 | 11 194 | 13 952 | 13 966 | 13 628 | 13 171 | - |

#### Langues
Selon l'American Community Survey, pour la période 2011-2015, 96,60 % de la population âgée de plus de 5 ans déclare parler l'anglais à la maison, 3,18 % l’espagnol, 0,12 % une langue amérindienne et 0,11 % le perse.